# Varanus caspius
Varanus caspius — це вид варанів, країнами проживання якого є Іран, Афганістан, Пакистан.